# Miodrag Petrović Čkalja
Miodrag Petrović Čkalja (Kruševac, 1. travnja 1924. – Beograd, 20. listopada 2003.) bio je srbijanski glumac, jedan od najvećih komičara bivše Jugoslavije. Bio je poznat pod nadimkom "Čkalja".
Miodrag Petrović je rođen u Kruševcu (Srbija), gdje je završio gimnaziju. 1946. postao je član dramaturgijskog studija Radio Beograda. U pedesetim godinama prvi put se pojavljuje na državnoj televizije i tako postaje sve više i više poznat u tadašnjoj Jugoslaviji.
Veliku popularnost stekao šezdesetih godina u TV-serijama Radivoje Lole Đukića i Novaka Novaka: Servisna stanica, Muzej voštanih figura, Licem u naličje, Crni sneg, Sačulatac.
U sedamdesetim i osamdesetim godinama ostvaruje nezaboravne uloge u serijama Kamiondžije i Vruć vetar.
Glumio je i u brojnim filmovima: Put oko svijeta, Bog je umro uzalud...

## Zanimljivosti
Za vrijeme Miloševića, iako u starosti, onemogućeno mu je nastupanje zbog kritičkog stava prema tadašnjoj vlasti. Bio je omiljen u svim republikama bivše Jugoslavije.
Početkom 2000-ih privukao je pozornost otvorenim pismom što mu je poslala Nela Eržišnik, kad je čula da njezin kolega i komičarska legenda nekadašnje Jugoslavije trpi krajnje siromaštvo kao zaboravljeni umirovljenika.

## Vanjske poveznice
- Miodrag Petrović Čkalja u internetskoj bazi filmova IMDb-u (engl.)